# Mesamphiagrion demarmelsi
Mesamphiagrion demarmelsi là một loài chuồn chuồn kim trong họ Coenagrionidae.
Mesamphiagrion demarmelsi được miêu tả khoa học năm 1986 bởi Cruz.